# Warwick Davis
Warwick Ashley Davis (* 3. února 1970, Epsom v Anglii) je anglický herec, televizní moderátor, spisovatel, režisér, producent a komik. Objevil se ve všech filmech ze série Harry Potter, též ve filmu Letopisy Narnie: Princ Kaspian. Trpí nanismem, podobně jako například americký herec Peter Dinklage, který si s ním ve filmu Princ Kaspian také zahrál.

## Život
Warwick Ashley Davis se narodil 3. února 1970 v anglickém městě Epsom jako starší ze dvou dětí pojišťovacího agenta Ashleye Davise a jeho manželky, ženy v domácnosti, Susan Davisové. Má mladší sestru. Když bylo Warwickovi 11 let, roku 1983, jeho babička v rádiu uslyšela výzvu pro všechny lidi menší než 1,2 m. Jednalo se o casting na roli ewoka Wicketa ve Star Wars: Epizoda VI – Návrat Jediů. Pro Warwicka jako milovníka Star Wars to byl sen a casting se skutečně vydařil a získal tak svoji první roli v životě.

## Filmografie
- Star Wars: Síla se probouzí (2015)
- Get Santa (2014)
- Ashens and the Quest for the Gamechild (2013)
- Jack a obři (2013)
- The Big Fat Quiz of the Year (TV film, 2012)
- The Unbroken (2012)
- Harry Potter a Relikvie smrti – část 2 (2011)
- Life's Too Short (seriál, 2011)
- Harry Potter a Relikvie smrti – část 1 (2010)
- Tell Him Next Year (2010)
- Bookaboo (seriál, 2009)
- Harry Potter a Princ dvojí krve (2009)
- Letopisy Narnie: Princ Kaspian (2008)
- Harry Potter a Fénixův řád (2007)
- Městečko Grockleton (2007)
- Harry Potter a Ohnivý pohár (2005)
- Komparz (seriál, 2005)
- Pán času (seriál, 2005)
- Stopařův průvodce po Galaxii (2005)
- Harry Potter a vězeň z Azkabanu (2004)
- Ray (2004)
- Skinned Deep (2004)
- Leprechaun: Back 2 tha Hood (2003)
- Harry Potter a Tajemná komnata (2002)
- Harry Potter a Kámen mudrců (2001)
- Vražedná místa: Království kostí (TV film, 2001)
- Zimní pohádka (TV film, 2001)
- Desáté království (seriál, 2000)
- Leprechaun in the Hood (2000)
- Bílý kůň (1999)
- The New Adventures of Pinocchio (1999)
- Star Wars: Epizoda I – Skrytá hrozba (1999)
- Jamboree (seriál, 1998)
- O potrhlém skřítkovi (1998)
- Princ Valiant: Boj o Excalibur (1997)
- Gulliverovy cesty (TV film, 1996)
- Vesmírná jednotka (1996)
- Skřet v Las Vegas (1995)
- Leprechaun 2 (1994)
- Skřítek (1993)
- Letopisy Narnie - Stříbrná židle (seriál, 1990)
- Letopisy Narnie - Princ Kaspian a Plavba Jitřního poutníka (seriál, 1989)
- Willow (1988)
- Labyrint (1986)
- The Princess and the Dwarf (1986)
- Bitva o planetu Endor (TV film, 1985)
- Dobrodružství Ewoků (TV film, 1984)
- Star Wars: Epizoda VI – Návrat Jediů (1983)